# (5518) Mariobotta
(5518) Mariobotta est un astéroïde de la ceinture principale.

## Description
(5518) Mariobotta est un astéroïde de la ceinture principale. Il fut découvert le 30 décembre 1989 à Chions par Johann Martin Baur. Il présente une orbite caractérisée par un demi-grand axe de 2,27 UA, une excentricité de 0,18 et une inclinaison de 7,8° par rapport à l'écliptique.

## Compléments